# 山口村 (福岡県鞍手郡)
山口村（やまぐちむら）は、福岡県鞍手郡にあった村。現在の宮若市の一部にあたる。

## 地理
犬鳴川の支流、山口川の上流域に位置していた。

## 歴史

### 沿革
- 1889年（明治22年）4月1日 - 鞍手郡山口村、沼口村が合併して村制施行し、山口村が設立[1][2]。
- 1951年（昭和26年）4月1日 - 鞍手郡若宮町、中村と合併し、若宮町が存続して廃止された[1][2]。